# 희귀의약품
희귀약 또는 희귀의약품은 희귀병을 치료할 때 쓰여 제약회사가 생산하기가 경제적으로 어려운 약이다. 그러므로, 희귀의약품으로 정부 지정을 받으면, 재정적 지원을 정부 산하기관에 심사아래에 지원받을 수 있다.

## 같이 보기
- 희귀질환